# Deng Tuo
Deng Tuo (kinesiska: 邓拓), född cirka 1912, död 17 maj 1966, även känd under pseudonymen Ma Nancun (kinesiska: 马南邨), var en kinesisk poet, intellektuell och journalist. Han blev en kader för Kinas kommunistiska parti och tjänstgjorde som chefredaktör för Folkets dagblad från 1948 till 1958. Han begick självmord 1966 efter svidande kritik i Folkets dagblad, när kulturrevolutionen började.